# 스몰렌스크
스몰렌스크(러시아어: Смоленск, 벨라루스어: Смаленск, 영어: Smolensk)는 러시아의 도시로, 드네프르강에 면해 있다. 스몰렌스크는 스몰렌스크 주의 주도이다. 스몰렌스크는 모스크바에서 서남서쪽으로 362km 정도 떨어져 있다.

## 역사

### 기원
도시의 이름은 Smolnya Rivulet(Smolnya 강)에서 생겨났다. 강의 이름의 기원은 그보다는 명확하지 않다. 한 가능성은 검은 흙을 가리키는 구 동슬라브어인 "смоль" (smol)에서 유래했다는 것이다. 다른 기원은 아마 송진, 타르를 가리키는 러시아 단어 smola 일 수 있다고 생각된다. 이 지역의 소나무 덕에 도시는 송진 생산과 거래의 중심지 중 하나였다.

### 현대
- 1812년 8월, 스몰렌스크 역사상 최대 규모의 러시아 제국 대 프랑스 제1제국의 전쟁이 있었다. 양측 최대 추정 합계 30만의 군대가 격돌한 치열한 전투 끝에 나폴레옹이 이끄는 그랑 아르메가 도시에 입성하였다. 단 3일간의 전투에서 양측은 총 3만명의 희생자를 냈다. 전술적으로는 프랑스가 승리했으나 러시아군은 큰 피해를 입지 않고 퇴각하여 전략적인 승리는 러시아로 볼 수도 있다. 이 과정은 러시아의 문호 톨스토이의 작품 전쟁과 평화에 서술되어 있다.

## 경제
스몰렌스크 항공기 공장을 비롯해 몇 개의 전자 및 농업 기계 공장들이 있다.

## 인구
| 연도                | 인구    | ±%      |
| ------------------- | ------- | ------- |
| 1897                | 47,000  | —       |
| 1926                | 73,520  | +56.4%  |
| 1939                | 156,884 | +113.4% |
| 1959                | 147,196 | −6.2%   |
| 1970                | 210,779 | +43.2%  |
| 1979                | 276,402 | +31.1%  |
| 1989                | 341,483 | +23.5%  |
| 2002                | 325,137 | −4.8%   |
| 2010                | 326,861 | +0.5%   |
| 2021                | 316,570 | −3.1%   |
| Source: Census data |         |         |

## 기후
| Smolensk의 기후               | Smolensk의 기후 | Smolensk의 기후 | Smolensk의 기후 | Smolensk의 기후 | Smolensk의 기후 | Smolensk의 기후 | Smolensk의 기후 | Smolensk의 기후 | Smolensk의 기후 | Smolensk의 기후 | Smolensk의 기후 | Smolensk의 기후 | Smolensk의 기후 |
| 월                            | 1월             | 2월             | 3월             | 4월             | 5월             | 6월             | 7월             | 8월             | 9월             | 10월            | 11월            | 12월            | 연간            |
| ----------------------------- | --------------- | --------------- | --------------- | --------------- | --------------- | --------------- | --------------- | --------------- | --------------- | --------------- | --------------- | --------------- | --------------- |
| 역대 최고 기온 °C (°F)        | 9.3 (48.7)      | 9.0 (48.2)      | 19.4 (66.9)     | 28.0 (82.4)     | 30.6 (87.1)     | 31.2 (88.2)     | 34.5 (94.1)     | 37.2 (99.0)     | 29.5 (85.1)     | 24.8 (76.6)     | 14.6 (58.3)     | 9.8 (49.6)      | 37.2 (99.0)     |
| 일평균 최고 기온 °C (°F)      | −3.8 (25.2)     | −3.4 (25.9)     | 2.1 (35.8)      | 11.2 (52.2)     | 18.0 (64.4)     | 21.0 (69.8)     | 23.1 (73.6)     | 21.7 (71.1)     | 15.8 (60.4)     | 9.0 (48.2)      | 1.3 (34.3)      | −2.8 (27.0)     | 9.4 (48.9)      |
| 일일 평균 기온 °C (°F)        | −6.2 (20.8)     | −6.4 (20.5)     | −1.4 (29.5)     | 6.3 (43.3)      | 12.5 (54.5)     | 15.8 (60.4)     | 17.8 (64.0)     | 16.3 (61.3)     | 10.9 (51.6)     | 5.3 (41.5)      | −0.9 (30.4)     | −5.1 (22.8)     | 5.4 (41.7)      |
| 일평균 최저 기온 °C (°F)      | −8.9 (16.0)     | −9.6 (14.7)     | −4.9 (23.2)     | 1.9 (35.4)      | 7.3 (45.1)      | 10.9 (51.6)     | 12.9 (55.2)     | 11.5 (52.7)     | 6.7 (44.1)      | 2.2 (36.0)      | −3.2 (26.2)     | −7.6 (18.3)     | 1.6 (34.9)      |
| 역대 최저 기온 °C (°F)        | −37.9 (−36.2)   | −36.8 (−34.2)   | −28.1 (−18.6)   | −19.8 (−3.6)    | −5.4 (22.3)     | −0.7 (30.7)     | 4.4 (39.9)      | 0.3 (32.5)      | −4.4 (24.1)     | −12.8 (9.0)     | −24.8 (−12.6)   | −35.2 (−31.4)   | −37.9 (−36.2)   |
| 평균 강수량 mm (인치)         | 48 (1.9)        | 42 (1.7)        | 42 (1.7)        | 38 (1.5)        | 61 (2.4)        | 87 (3.4)        | 90 (3.5)        | 85 (3.3)        | 70 (2.8)        | 66 (2.6)        | 58 (2.3)        | 51 (2.0)        | 738 (29.1)      |
| 평균 강우일수                 | 9               | 8               | 10              | 15              | 17              | 18              | 16              | 16              | 16              | 18              | 15              | 11              | 169             |
| 평균 강설일수                 | 25              | 22              | 16              | 5               | 1               | 0               | 0               | 0               | 1               | 4               | 15              | 23              | 112             |
| 평균 상대 습도 (%)            | 87              | 84              | 78              | 69              | 69              | 75              | 77              | 79              | 83              | 85              | 89              | 89              | 80              |
| 평균 월간 일조시간            | 47              | 75              | 123             | 178             | 249             | 271             | 259             | 231             | 156             | 91              | 35              | 24              | 1,739           |
| 출처 1: Pogoda.ru.net         |                 |                 |                 |                 |                 |                 |                 |                 |                 |                 |                 |                 |                 |
| 출처 2: NOAA (sun, 1961–1990) |                 |                 |                 |                 |                 |                 |                 |                 |                 |                 |                 |                 |                 |

## 같이 보기
- 오르샤 전투